# Jdi, žij a někým se staň
Jdi, žij a někým se staň (v originále Va, vis et deviens) je francouzsko-izraelský hraný film z roku 2005, který režíroval Radu Mihaileanu. Snímek měl světovou premiéru na Mezinárodním filmovém festivalu v Berlíně dne 11. února 2005.

## Děj
V roce 1984 proběhla americko-izraelská operace Mojžíš, která měla za úkol přepravit mnoho Židů z Etiopie (Falašové) a uprchlíků v Súdánu do Izraele.
V etiopském uprchlickém táboře matka, křesťanka, nutí svého syna, aby předstíral, že je Žid, aby přežil, a tak je nucen celý život lhát. Není ani Žid, ani sirotek, je začleněn do izraelské rodiny a musí se vyrovnat s dvojím odloučením: jeho matkou, která mu chybí, a kořeny, které ztratil.

## Obsazení
| Yaël Abecassis      | Jael Harrari           |
| Roschdy Zem         | Joram Harrari          |
| Moshe Agazai        | Šlomo jako dítě        |
| Moshe Abebe         | Šlomo jako dospívající |
| Sirak M. Sabahat    | Šlomo jako dospělý     |
| Roni Hadar          | Sara                   |
| Meir Suissa         | lékař                  |
| Yitzhak Edgar       | Qès Amrah              |
| Rami Danon          | Papy                   |
| Meskie Shibru Sivan | matka                  |
| Mimi Abonesh Kebede | Hana                   |
| Raymonde Abecassis  | Suzy                   |

## Ocenění
- Grand prix du meilleur scénariste
- Berlínský festival: Cena ekumenické poroty, Cena diváků Panorama, Label Europa Cinemas
- César: nejlepší původní scénář (Radu Mihaileanu a Alain-Michel Blanc); nominace v kategoriích nejlepší film, nejlepší režisér (Radu Mihaileanu), nejlepší hudba (Armand Amar)
- Mezinárodní filmový festival v Kodani: Zlatá labuť za nejlepší film
- Festival dobrodružných filmů ve Valenciennes: Velká cena a cena publika
- Mezinárodní filmový festival ve Vancouveru: Cena diváků
- Belgický filmový tiskový svaz: Cena Humanum